# Robert Van Eenaeme
Robert Van Eenaeme, né le 27 août 1916 à Wondelgem et mort le 8 mars 1959 à Marche-en-Famenne, est un coureur cycliste belge. Il fut professionnel de 1939 à 1950. Il a remporté la course Gand-Wevelgem en 1936 et 1937, lorsque cette course était réservée à des coureurs de catégorie « indépendants », puis une troisième fois en 1945, lorsqu'elle s'est ouverte aux professionnels. Avec ces trois succès, il détient le record de victoires sur Gand-Wevelgem avec Rik Van Looy, Eddy Merckx, Mario Cipollini, Tom Boonen, Peter Sagan et Mads Pedersen.

## Palmarès
- 1936
  - Gand-Wevelgem
  - 3e du Circuit franco-belge
- 1937
  - Gand-Wevelgem
  - 3e du Circuit des régions flamandes des indépendants
- 1940
  - Grote Prijs Dr. Eugeen Roggeman
- 1942
  - Championnat des Flandres
  - Circuit de Belgique :
    - Classement général
    - 3eb étape

  - 3e du Tour des Flandres
- 1943
  - Trois villes sœurs
  - 2e du Championnat des Flandres
  - 2e du Grand Prix de la ville de Zottegem
  - 3e du championnat de Belgique sur route
  - 3e du Grand Prix de l'Escaut
- 1945
  - Gand-Wevelgem
  - 3e du Circuit Het Volk
- 1946
  - 3e du Circuit de Flandre orientale